# 2022 w lekkoatletyce
2022 w lekkoatletyce – prezentacja sezonu 2022 w lekkoatletyce.

## Zawody międzynarodowe

### Światowe
| Zawody                                           | Miejsce           | Data         | Źródło      |
| ------------------------------------------------ | ----------------- | ------------ | ----------- |
| Mistrzostwa świata                               | Eugene            | 15–24 lipca  | [ 1 ]       |
| Halowe mistrzostwa świata                        | Belgrad           | 18–20 marca  | [ 2 ]       |
| Mistrzostwa świata juniorów                      | Cali              | 1–6 sierpnia | [ 3 ]       |
| Drużynowe mistrzostwa świata w chodzie sportowym | Maskat            | 4–5 marca    | [ 4 ]       |
| Mistrzostwa świata w półmaratonie                | Yangzhou          | 13 listopada | [ 5 ] [ 6 ] |
| Mistrzostwa świata w biegu na 100 km             | Bernau bei Berlin | 27 sierpnia  | [ 7 ]       |

### Międzykontynentalne
| Zawody                                             | Miejsce        | Data                   | Źródło |
| -------------------------------------------------- | -------------- | ---------------------- | ------ |
| Mistrzostwa panamerykańskie w biegach przełajowych | Serra          | 27 marca               | [ 8 ]  |
| Mistrzostwa NACAC w wielobojach                    | Ottawa         | 14–15 maja             | [ 8 ]  |
| Mistrzostwa ibero-amerykańskie                     | La Nucia       | 20–22 maja             | [ 9 ]  |
| Mistrzostwa panamerykańskie juniorów               | Rio de Janeiro | 3–5 czerwca            | [ 8 ]  |
| Uniwersjada                                        | Chengdu        | 1–7 lipca              | [ 8 ]  |
| Igrzyska śródziemnomorskie                         | Oran           | 1–4 lipca              | [ 10 ] |
| Igrzyska Wspólnoty Narodów                         | Birmingham     | 2–7 sierpnia           | [ 11 ] |
| Igrzyska solidarności islamskiej                   | Konya          | 9–18 sierpnia          | [ 12 ] |
| Mistrzostwa NACAC                                  | Freeport       | 19–21 sierpnia         | [ 8 ]  |
| Igrzyska frankofońskie                             | Kinszasa       | 19–28 sierpnia         | [ 8 ]  |
| Gimnazjada                                         | Jinjiang       | 26 listopada–3 grudnia | [ 13 ] |

### Kontynentalne

#### Afryka
| Zawody             | Miejsce      | Data         | Źródło |
| ------------------ | ------------ | ------------ | ------ |
| Mistrzostwa Afryki | Saint-Pierre | 8–12 czerwca | [ 14 ] |

#### Ameryka Północna, Południowa i Karaiby
| Zawody                     | Miejsce     | Data           | Źródło |
| -------------------------- | ----------- | -------------- | ------ |
| CARIFTA Games              | Kingston    | 16–18 kwietnia | [ 8 ]  |
| Igrzyska Ameryki Środkowej | Santa Tecla | 5–19 listopada | [ 15 ] |

#### Australia i Oceania
| Zawody                                                     | Miejsce   | Data          | Źródło |
| ---------------------------------------------------------- | --------- | ------------- | ------ |
| Mistrzostwa Australii i Oceanii w chodzie na 35 kilometrów | Melbourne | 15 maja       | [ 16 ] |
| Miniigrzyska Pacyfiku                                      | Saipan    | 21–25 czerwca | [ 17 ] |

#### Azja
| Zawody              | Miejsce  | Data           | Źródło |
| ------------------- | -------- | -------------- | ------ |
| Igrzyska azjatyckie | Hangzhou | 16–22 września | [ 17 ] |

#### Europa
| Zawody                                    | Miejsce          | Data           | Źródło |
| ----------------------------------------- | ---------------- | -------------- | ------ |
| Puchar Europy w rzutach                   | Leiria           | 12–13 marca    | [ 18 ] |
| Puchar Europy w biegu na 10 000 metrów    | Pacé             | 28 maja        | [ 18 ] |
| Mistrzostwa małych krajów Europy          | Marsa            | 11 czerwca     | [ 18 ] |
| Mistrzostwa Europy w biegach off-road     | El Paso          | 1–3 lipca      | [ 18 ] |
| Mistrzostwa Europy juniorów młodszych     | Jerozolima       | 4–7 lipca      | [ 18 ] |
| Olimpijski festiwal młodzieży Europy      | Bańska Bystrzyca | 24–30 lipca    | [ 18 ] |
| Mistrzostwa Europy                        | Monachium        | 15–21 sierpnia | [ 18 ] |
| Mistrzostwa Europy w biegach przełajowych | Turyn            | 11 grudnia     | [ 18 ] |
| Mistrzostwa Europy w biegu 24-godzinnym   | Werona           | 17–18 września | [ 19 ] |

### Mistrzostwa krajowe
| Kraj   | Zawody                             | Miejsce | Data         | Źródło |
| ------ | ---------------------------------- | ------- | ------------ | ------ |
| Polska | Halowe mistrzostwa Polski seniorów | Toruń   | 5–6 marca    | [ 20 ] |
| Polska | Mistrzostwa Polski seniorów        | Suwałki | 9–11 czerwca | [ 21 ] |

## Rekordy

### Rekordy świata
Źródło: worldathletics.org.

#### Hala

##### Kobiety
| Konkurencja | Zawodniczka   | Reprezentacja | Rezultat | Miejsce | Data             |
| ----------- | ------------- | ------------- | -------- | ------- | ---------------- |
| trójskok    | Yulimar Rojas | Wenezuela     | 15,74    | Belgrad | 20 marca(dts) br |

##### Mężczyźni
| Konkurencja               | Zawodnik           | Reprezentacja     | Rezultat | Miejsce | Data              |
| ------------------------- | ------------------ | ----------------- | -------- | ------- | ----------------- |
| bieg na 1500 m            | Jakob Ingebrigtsen | Norwegia          | 3:30,60  | Liévin  | 17 lutego(dts) br |
| skok o tyczce             | Armand Duplantis   | Szwecja           | 6,19     | Belgrad | 7 marca(dts) br   |
| bieg na 60 m przez płotki | Grant Holloway     | Stany Zjednoczone | 7,29     | Belgrad | 20 marca(dts) br  |
| skok o tyczce             | Armand Duplantis   | Szwecja           | 6,20     | Belgrad | 20 marca(dts) br  |

#### Stadion

##### Kobiety
| Konkurencja                | Zawodniczka               | Reprezentacja     | Rezultat | Miejsce   | Data               |
| -------------------------- | ------------------------- | ----------------- | -------- | --------- | ------------------ |
| bieg na 10 km              | Yalemzerf Yehualaw        | Etiopia           | 29:14    | Castellón | 27 lutego(dts) br  |
| trójskok                   | Yulimar Rojas             | Wenezuela         | 15,74    | Belgrad   | 20 marca(dts) br   |
| bieg na 400 m przez płotki | Sydney McLaughlin-Levrone | Stany Zjednoczone | 51,41    | Eugene    | 25 czerwca(dts) br |
| bieg na 400 m przez płotki | Sydney McLaughlin-Levrone | Stany Zjednoczone | 50,68    | Eugene    | 22 lipca(dts) br   |
| bieg na 100 m przez płotki | Tobi Amusan               | Nigeria           | 12,12    | Eugene    | 24 lipca(dts) br   |

##### Mężczyźni
| Konkurencja   | Zawodniczka      | Reprezentacja     | Rezultat | Miejsce  | Data                |
| ------------- | ---------------- | ----------------- | -------- | -------- | ------------------- |
| bieg na 50 km | Stephen Mokoka   | Południowa Afryka | 2:40:13  | Gqeberha | 6 marca(dts) br     |
| skok o tyczce | Armand Duplantis | Szwecja           | 6,19     | Belgrad  | 7 marca(dts) br     |
| skok o tyczce | Armand Duplantis | Szwecja           | 6,20     | Belgrad  | 20 marca(dts) br    |
| skok o tyczce | Armand Duplantis | Szwecja           | 6,21     | Eugene   | 24 lipca(dts) br    |
| maraton       | Eliud Kipchoge   | Kenia             | 2:01:09  | Berlin   | 25 września(dts) br |

### Rekordy kontynentów

#### Afryka
Źródło: worldathletics.org.

##### Hala

###### Kobiety
| Konkurencja   | Zawodniczka  | Reprezentacja | Rezultat | Miejsce         | Data              |
| ------------- | ------------ | ------------- | -------- | --------------- | ----------------- |
| bieg na 200 m | Favour Ofili | Nigeria       | 22,46    | College Station | 26 lutego(dts) br |

##### Stadion

###### Kobiety
| Konkurencja                | Zawodniczka                                                                     | Reprezentacja     | Rezultat | Miejsce   | Data                |
| -------------------------- | ------------------------------------------------------------------------------- | ----------------- | -------- | --------- | ------------------- |
| chód na 35 km              | Esther Sandra Steenkamp                                                         | Południowa Afryka | 3:42:04  | Kapsztad  | 15 stycznia(dts) br |
| bieg na 10 km              | Yalemzerf Yehualaw                                                              | Etiopia           | 29:14    | Castellón | 27 lutego(dts) br   |
| bieg na 100 m przez płotki | Tobi Amusan                                                                     | Nigeria           | 12,41    | Paryż     | 18 czerwca(dts) br  |
| bieg na 100 m przez płotki | Tobi Amusan                                                                     | Nigeria           | 12,40    | Eugene    | 23 lipca(dts) br    |
| sztafeta 4 × 100 metrów    | Joy Chinenye Udo-Gabriel Favour Ofili Rosemary Chukwuma Nzubechi Grace Nwokocha | Nigeria           | 42,22    | Eugene    | 23 lipca(dts) br    |
| bieg na 100 m przez płotki | Tobi Amusan                                                                     | Nigeria           | 12,12    | Eugene    | 24 lipca(dts) br    |

###### Mężczyźni
| Konkurencja   | Zawodnik     | Reprezentacja     | Rezultat | Miejsce  | Data                |
| ------------- | ------------ | ----------------- | -------- | -------- | ------------------- |
| chód na 35 km | Wayne Snyman | Południowa Afryka | 2:32:52  | Kapsztad | 15 stycznia(dts) br |
| chód na 35 km | Wayne Snyman | Południowa Afryka | 2:31:15  | Eugene   | 24 lipca(dts) br    |

#### Ameryka Południowa
Źródło: worldathletics.org.

##### Hala

###### Kobiety
| Konkurencja        | Zawodniczka                                              | Reprezentacja | Rezultat | Miejsce    | Data              |
| ------------------ | -------------------------------------------------------- | ------------- | -------- | ---------- | ----------------- |
| bieg na 3000 m     | Joselyn Daniely Brea                                     | Wenezuela     | 9:04,67  | Sabadell   | 8 lutego(dts) br  |
| sztafeta 4 × 400 m | Lucía Sotomayor Mariana Arce Tania Guasace Cecilia Gómez | Boliwia       | 3:47,37  | Cochabamba | 20 lutego(dts) br |
| bieg na 60 m       | Vitória Cristina Rosa                                    | Brazylia      | 7,14     | Belgrad    | 18 marca(dts) br  |
| bieg na 400 m      | Aliyah Abrams                                            | Gujana        | 51,57    | Belgrad    | 18 marca(dts) br  |
| trójskok           | Yulimar Rojas                                            | Wenezuela     | 15,74    | Belgrad    | 20 marca(dts) br  |

###### Mężczyźni
| Konkurencja               | Zawodnik       | Reprezentacja | Rezultat | Miejsce      | Data              |
| ------------------------- | -------------- | ------------- | -------- | ------------ | ----------------- |
| bieg na 60 m przez płotki | Rafael Pereira | Brazylia      | 7,58     | Berlin       | 4 lutego(dts) br  |
| bieg na 1500 m            | Federico Bruno | Argentyna     | 3:38,03  | Sabadell     | 8 lutego(dts) br  |
| bieg na 60 m przez płotki | Rafael Pereira | Brazylia      | 7,58     | Mondeville   | 9 lutego(dts) br  |
| bieg na 60 m przez płotki | Rafael Pereira | Brazylia      | 7,58     | Val-de-Reuil | 14 lutego(dts) br |
| bieg na 60 m przez płotki | Rafael Pereira | Brazylia      | 7,58     | Cochabamba   | 20 lutego(dts) br |
| pchnięcie kulą            | Darlan Romani  | Brazylia      | 21,71    | Cochabamba   | 20 lutego(dts) br |
| pchnięcie kulą            | Darlan Romani  | Brazylia      | 22,53    | Belgrad      | 19 marca(dts) br  |
| bieg na 60 m przez płotki | Rafael Pereira | Brazylia      | 7,58     | Belgrad      | 20 marca(dts) br  |
| skok wzwyż                | Thiago Moura   | Brazylia      | 2,31     | Belgrad      | 20 marca(dts) br  |
| skok o tyczce             | Thiago Braz    | Brazylia      | 5,95     | Belgrad      | 20 marca(dts) br  |

##### Stadion

###### Kobiety
| Konkurencja                   | Zawodniczka             | Reprezentacja | Rezultat | Miejsce       | Data                |
| ----------------------------- | ----------------------- | ------------- | -------- | ------------- | ------------------- |
| chód na 35 km                 | Paola Pérez             | Ekwador       | 2:48:27  | Lima          | 6 lutego(dts) br    |
| maraton                       | Gladys Tejeda           | Peru          | 2:25:57  | Sewilla       | 20 lutego(dts) br   |
| bieg na 3000 m                | Florencia Borelli       | Argentyna     | 8:59,10  | Mar del Plata | 16 kwietnia(dts) br |
| chód na 35 km                 | Kimberly García         | Peru          | 2:43:19  | Dudince       | 23 kwietnia(dts) br |
| bieg na 3000 m z przeszkodami | Tatiane Raquel da Silva | Brazylia      | 9:24,38  | Watford       | 11 czerwca(dts) br  |
| bieg na 200 m                 | Vitória Cristina Rosa   | Brazylia      | 22,47    | Eugene        | 19 lipca(dts) br    |
| bieg na 400 m przez płotki    | Gianna Woodruff         | Panama        | 53,69    | Eugene        | 20 lipca(dts) br    |
| chód na 35 km                 | Kimberly García         | Peru          | 2:39:16  | Eugene        | 22 lipca(dts) br    |

###### Mężczyźni
| Konkurencja                | Zawodnik              | Reprezentacja | Rezultat | Miejsce        | Data                |
| -------------------------- | --------------------- | ------------- | -------- | -------------- | ------------------- |
| chód na 35 km              | Brian Pintado         | Ekwador       | 2:32:40  | Machala        | 8 stycznia(dts) br  |
| maraton                    | Daniel Do Nascimento  | Brazylia      | 2:04:51  | Seul           | 17 kwietnia(dts) br |
| chód na 35 km              | José Leonardo Montaña | Kolumbia      | 2:30:46  | Dudince        | 23 kwietnia(dts) br |
| bieg na 110 m przez płotki | Rafael Pereira        | Brazylia      | 13,17    | Rio de Janeiro | 23 czerwca(dts) br  |
| bieg na 400 m przez płotki | Alison dos Santos     | Brazylia      | 46,29    | Eugene         | 19 lipca(dts) br    |
| chód na 35 km              | Brian Pintado         | Ekwador       | 2:24:37  | Eugene         | 24 lipca(dts) br    |

#### Ameryka Północna
Źródło: worldathletics.org.

##### Hala

###### Kobiety
| Konkurencja    | Zawodniczka              | Reprezentacja     | Rezultat | Miejsce | Data              |
| -------------- | ------------------------ | ----------------- | -------- | ------- | ----------------- |
| bieg na 5000 m | Gabriela DeBues-Stafford | Kanada            | 14:31,38 | Boston  | 11 lutego(dts) br |
| pchnięcie kulą | Chase Ealey              | Stany Zjednoczone | 20,21    | Belgrad | 18 marca(dts) br  |

###### Mężczyźni
| Konkurencja               | Zawodnik           | Reprezentacja     | Rezultat | Miejsce    | Data              |
| ------------------------- | ------------------ | ----------------- | -------- | ---------- | ----------------- |
| bieg na 1000 m            | Shane Streich      | Stany Zjednoczone | 2:16,16  | Louisville | 12 lutego(dts) br |
| bieg na 5000 m            | Grant Fischer      | Stany Zjednoczone | 12:53,73 | Boston     | 12 lutego(dts) br |
| skok o tyczce             | Christopher Nilsen | Stany Zjednoczone | 6,05     | Rouen      | 5 marca(dts) br   |
| bieg na 60 m przez płotki | Grant Holloway     | Stany Zjednoczone | 7,29     | Belgrad    | 20 marca(dts) br  |

##### Stadion

###### Kobiety
| Konkurencja                | Zawodniczka               | Reprezentacja     | Rezultat | Miejsce      | Data                |
| -------------------------- | ------------------------- | ----------------- | -------- | ------------ | ------------------- |
| półmaraton                 | Sara Hall                 | Stany Zjednoczone | 1:07:15  | Houston      | 16 stycznia(dts) br |
| maraton                    | Keira D’Amato             | Stany Zjednoczone | 2:19:12  | Houston      | 16 stycznia(dts) br |
| rzut dyskiem               | Valarie Allman            | Stany Zjednoczone | 71,46    | San Diego    | 8 kwietnia(dts) br  |
| chód na 35 km              | Robyn Stevens             | Stany Zjednoczone | 2:49:29  | Dudince      | 23 kwietnia(dts) br |
| półmaraton                 | Emily Sisson              | Stany Zjednoczone | 1:07:11  | Indianapolis | 7 maja(dts) br      |
| bieg na 400 m przez płotki | Sydney McLaughlin-Levrone | Stany Zjednoczone | 51,41    | Eugene       | 25 czerwca(dts) br  |
| bieg na 400 m przez płotki | Sydney McLaughlin-Levrone | Stany Zjednoczone | 50,68    | Eugene       | 22 lipca(dts) br    |

###### Mężczyźni
| Konkurencja      | Zawodnik         | Reprezentacja     | Rezultat | Miejsce             | Data                |
| ---------------- | ---------------- | ----------------- | -------- | ------------------- | ------------------- |
| bieg na 10 000 m | Grant Fischer    | Stany Zjednoczone | 26:33,84 | San Juan Capistrano | 6 marca(dts) br     |
| chód na 35 km    | José Luis Doctor | Meksyk            | 2:29:24  | Dudince             | 23 kwietnia(dts) br |
| rzut oszczepem   | Anderson Peters  | Grenada           | 93,07    | Doha                | 13 maja(dts) br     |
| chód na 35 km    | Evan Dunfee      | Kanada            | 2:25:02  | Eugene              | 24 lipca(dts) br    |

#### Australia i Oceania
Źródło: worldathletics.org.

##### Hala

###### Kobiety
| Konkurencja   | Zawodniczka       | Reprezentacja | Rezultat | Miejsce          | Data                |
| ------------- | ----------------- | ------------- | -------- | ---------------- | ------------------- |
| bieg na milę  | Jessica Hull      | Australia     | 4:24,06  | Nowy Jork        | 29 stycznia(dts) br |
| skok wzwyż    | Eleanor Patterson | Australia     | 1,99     | Bańska Bystrzyca | 15 lutego(dts) br   |
| bieg na 800 m | Catriona Bisset   | Australia     | 1:59,46  | Birmingham       | 19 lutego(dts) br   |
| bieg na 60 m  | Zoe Hobbs         | Australia     | 7,13     | Belgrad          | 18 marca(dts) br    |
| skok wzwyż    | Eleanor Patterson | Australia     | 2,00     | Belgrad          | 19 marca(dts) br    |

###### Mężczyźni
| Konkurencja               | Zawodnik       | Reprezentacja | Rezultat  | Miejsce   | Data                |
| ------------------------- | -------------- | ------------- | --------- | --------- | ------------------- |
| bieg na 60 m przez płotki | Chris Douglas  | Australia     | 7,61      | Iowa City | 22 stycznia(dts) br |
| bieg na milę              | Oliver Hoare   | Australia     | 3:50,83   | Nowy Jork | 29 stycznia(dts) br |
| pchnięcie kulą            | Tomas Walsh    | Nowa Zelandia | 22,31     | Belgrad   | 19 marca(dts) br    |
| siedmiobój                | Ashley Moloney | Australia     | 6344 pkt. | Belgrad   | 19 marca(dts) br    |
| bieg na 60 m przez płotki | Chris Douglas  | Australia     | 7,56      | Belgrad   | 20 marca(dts) br    |

##### Stadion

###### Kobiety
| Konkurencja   | Zawodniczka       | Reprezentacja | Rezultat | Miejsce     | Data              |
| ------------- | ----------------- | ------------- | -------- | ----------- | ----------------- |
| chód na 20 km | Jemima Montag     | Australia     | 1:27:27  | Adelaide    | 13 lutego(dts) br |
| bieg na 100 m | Zoe Hobbs         | Nowa Zelandia | 11,09    | Mackay      | 7 czerwca(dts) br |
| bieg na milę  | Jessica Hull      | Australia     | 4:19,89  | Portland    | 2 lipca(dts) br   |
| skok w dal    | Brooke Buschkuehl | Australia     | 7,15     | Chula Vista | 9 lipca(dts) br   |
| bieg na 100 m | Zoe Hobbs         | Nowa Zelandia | 11,08    | Eugene      | 16 lipca(dts) br  |
| skok wzwyż    | Eleanor Patterson | Australia     | 2,02     | Eugene      | 19 lipca(dts) br  |

###### Mężczyźni
| Konkurencja      | Zawodnik     | Reprezentacja | Rezultat | Miejsce             | Data               |
| ---------------- | ------------ | ------------- | -------- | ------------------- | ------------------ |
| bieg na 10 000 m | Jack Rayner  | Australia     | 27:15,35 | San Juan Capistrano | 6 marca(dts) br    |
| bieg na milę     | Oliver Hoare | Australia     | 3:47,48  | Oslo                | 16 czerwca(dts) br |
| bieg na 800 m    | Peter Bol    | Australia     | 1:44,00  | Paryż               | 18 czerwca(dts) br |

#### Azja
Źródło: worldathletics.org.

##### Hala

###### Kobiety
| Konkurencja    | Zawodniczka        | Reprezentacja | Rezultat | Miejsce | Data              |
| -------------- | ------------------ | ------------- | -------- | ------- | ----------------- |
| bieg na 5000 m | Mikuni Yada        | Japonia       | 15:23,87 | Boston  | 27 lutego(dts) br |
| skok wzwyż     | Nadieżda Dubowicka | Kazachstan    | 1,98     | Belgrad | 19 marca(dts) br  |

###### Mężczyźni
| Konkurencja    | Zawodnik         | Reprezentacja | Rezultat | Miejsce | Data              |
| -------------- | ---------------- | ------------- | -------- | ------- | ----------------- |
| bieg na 5000 m | Kieran Tuntivate | Tajlandia     | 13:08,41 | Boston  | 12 lutego(dts) br |
| bieg na 3000 m | Birhanu Balew    | Bahrajn       | 7:31,77  | Liévin  | 17 lutego(dts) br |

##### Stadion

###### Kobiety
| Konkurencja   | Zawodniczka    | Reprezentacja | Rezultat | Miejsce | Data                |
| ------------- | -------------- | ------------- | -------- | ------- | ------------------- |
| chód na 35 km | Wu Quanming    | Chiny         | 2:43:25  | Nankin  | 22 stycznia(dts) br |
| chód na 35 km | Qieyang Shijie | Chiny         | 2:43:06  | Dudince | 23 kwietnia(dts) br |
| chód na 35 km | Qieyang Shijie | Chiny         | 2:40:37  | Eugene  | 22 lipca(dts) br    |

###### Mężczyźni
| Konkurencja        | Zawodnik                                                          | Reprezentacja | Rezultat | Miejsce        | Data                |
| ------------------ | ----------------------------------------------------------------- | ------------- | -------- | -------------- | ------------------- |
| chód na 35 km      | He Xianghong                                                      | Chiny         | 2:31:05  | Nankin         | 22 stycznia(dts) br |
| chód na 35 km      | Masatora Kawano                                                   | Japonia       | 2:26:40  | Wajima         | 17 kwietnia(dts) br |
| bieg na 5 km       | Birhanu Balew                                                     | Bahrajn       | 13:07    | Herzogenaurach | 30 kwietnia(dts) br |
| chód na 35 km      | Masatora Kawano                                                   | Japonia       | 2:23:15  | Eugene         | 24 lipca(dts) br    |
| skok o tyczce      | Ernest John Obiena                                                | Filipiny      | 5,94     | Eugene         | 24 lipca(dts) br    |
| sztafeta 4 × 400 m | Fuga Satō Kaitō Kawabata Julian Jrummi Walsh Yūki Joseph Nakajima | Japonia       | 2:59,51  | Eugene         | 24 lipca(dts) br    |

#### Europa
Źródło: worldathletics.org.

##### Hala

###### Mężczyźni
| Konkurencja    | Zawodnik           | Reprezentacja   | Rezultat | Miejsce   | Data              |
| -------------- | ------------------ | --------------- | -------- | --------- | ----------------- |
| bieg na 3000 m | Adel Mechaal       | Hiszpania       | 7:30,82  | Nowy Jork | 6 lutego(dts) br  |
| bieg na 5000 m | Marc Scott         | Wielka Brytania | 12:57,08 | Boston    | 12 lutego(dts) br |
| bieg na 1500 m | Jakob Ingebrigtsen | Norwegia        | 3:30,60  | Liévin    | 17 lutego(dts) br |
| bieg na milę   | Josh Kerr          | Wielka Brytania | 3:48,87  | Boston    | 27 lutego(dts) br |
| skok o tyczce  | Armand Duplantis   | Szwecja         | 6,19     | Belgrad   | 7 marca(dts) br   |
| bieg na 60 m   | Marcell Jacobs     | Włochy          | 6,41     | Belgrad   | 19 marca(dts) br  |
| skok o tyczce  | Armand Duplantis   | Szwecja         | 6,20     | Belgrad   | 20 marca(dts) br  |

##### Stadion

###### Kobiety
| Konkurencja   | Zawodniczka        | Reprezentacja   | Rezultat | Miejsce    | Data                |
| ------------- | ------------------ | --------------- | -------- | ---------- | ------------------- |
| chód na 35 km | María Pérez García | Hiszpania       | 2:39:16  | Lepe       | 30 stycznia(dts) br |
| bieg na 10 km | Eilish McColgan    | Wielka Brytania | 30:19    | Manchester | 22 maja(dts) br     |

###### Mężczyźni
| Konkurencja   | Zawodnik            | Reprezentacja | Rezultat | Miejsce        | Data                |
| ------------- | ------------------- | ------------- | -------- | -------------- | ------------------- |
| skok o tyczce | Armand Duplantis    | Szwecja       | 6,19     | Belgrad        | 7 marca(dts) br     |
| skok o tyczce | Armand Duplantis    | Szwecja       | 6,20     | Belgrad        | 20 marca(dts) br    |
| bieg na 5 km  | Yemaneberhan Crippa | Włochy        | 13:14    | Herzogenaurach | 30 kwietnia(dts) br |
| chód na 35 km | Massimo Stano       | Włochy        | 2:23:14  | Eugene         | 24 lipca(dts) br    |
| skok o tyczce | Armand Duplantis    | Szwecja       | 6,21     | Eugene         | 24 lipca(dts) br    |

## Tabele światowe
Źródło: worldathletics.org, tilastopaja.eu.

### Hala

#### Kobiety
| Konkurencja               | Rezultat  | Zawodniczka                                                            |
| ------------------------- | --------- | ---------------------------------------------------------------------- |
| Bieg na 60 m              | 6,96      | Mujinga Kambundji                                                      |
| Bieg na 200 m             | 22,09     | Abby Steiner                                                           |
| Bieg na 400 m             | 50,30     | Femke Bol                                                              |
| Bieg na 800 m             | 1:57,20   | Keely Hodgkinson                                                       |
| Bieg na 1000 m            | 2:38,25   | Isabelle Boffey                                                        |
| Bieg na 1500 m            | 3:54,77   | Gudaf Tsegay                                                           |
| Bieg na milę              | 4:19,30   | Elle Purrier St. Pierre                                                |
| Bieg na 3000 m            | 8:23,24   | Dawit Seyaum                                                           |
| Bieg na 5000 m            | 14:31,38  | Gabriela DeBues-Stafford                                               |
| Bieg na 60 m przez płotki | 7,75      | Danielle Williams                                                      |
| Sztafeta 4 × 400 m        | 3:24,09   | Arkansas Rosaline Effiong Jayla Hollis Shafiqua Maloney Britton Wilson |
| Chód na 3000 m            | 12:31,60  | Brigita Virbalytė-Dimšienė                                             |
| Skok wzwyż                | 2,02      | Jarosława Mahuczich                                                    |
| Skok o tyczce             | 4,87      | Anżelika Sidorowa                                                      |
| Skok w dal                | 7,06      | Ivana Vuleta                                                           |
| Trójskok                  | 15,74     | Yulimar Rojas                                                          |
| Pchnięcie kulą            | 20,43     | Auriol Dongmo                                                          |
| Pięciobój                 | 4929 pkt. | Noor Vidts                                                             |

#### Mężczyźni
| Konkurencja               | Rezultat  | Zawodnik                                                         |
| ------------------------- | --------- | ---------------------------------------------------------------- |
| Bieg na 60 m              | 6,41      | Marcell Jacobs Christian Coleman                                 |
| Bieg na 200 m             | 20,27     | Matthew Boling                                                   |
| Bieg na 400 m             | 44,62     | Randolph Ross                                                    |
| Bieg na 800 m             | 1:45,12   | Mariano García                                                   |
| Bieg na 1000 m            | 2:16,16   | Shane Streich                                                    |
| Bieg na 1500 m            | 3:30,60   | Jakob Ingebrigtsen                                               |
| Bieg na milę              | 3:48,87   | Josh Kerr                                                        |
| Bieg na 3000 m            | 7:26,20   | Berihu Aregawi                                                   |
| Bieg na 5000 m            | 12:53,73  | Grant Fischer                                                    |
| Bieg na 60 m przez płotki | 7,29      | Grant Holloway                                                   |
| Sztafeta 4 × 400 m        | 3:02,59   | Georgia Matthew Boling Caleb Cavanaugh Bryce McCray Elija Godwin |
| Chód na 5000 m            | 18:03,83  | Siergiej Szyrobokow                                              |
| Skok wzwyż                | 2,36      | Woo Sang-hyeok                                                   |
| Skok o tyczce             | 6,20      | Armand Duplantis                                                 |
| Skok w dal                | 8,55      | Miltiadis Tendoglu                                               |
| Trójskok                  | 17,64     | Lázaro Martínez                                                  |
| Pchnięcie kulą            | 22,53     | Darlan Romani                                                    |
| Siedmiobój                | 6489 pkt. | Damian Warner                                                    |

### Stadion

#### Kobiety
| Konkurencja                   | Rezultat  | Zawodniczka                                                                                   |
| ----------------------------- | --------- | --------------------------------------------------------------------------------------------- |
| Bieg na 100 m                 | 10,66     | Shelly-Ann Fraser-Pryce                                                                       |
| Bieg na 200 m                 | 21,45     | Shericka Jackson                                                                              |
| Bieg na 400 m                 | 48,99     | Marileidy Paulino                                                                             |
| Bieg na 800 m                 | 1:56,30   | Athing Mu                                                                                     |
| Bieg na 1000 m                | 2:34,11   | Habitam Alemu                                                                                 |
| Bieg na 1500 m                | 3:52,59   | Faith Kipyegon                                                                                |
| Bieg na milę                  | 4:19,89   | Jessica Hull                                                                                  |
| Bieg na 3000 m                | 8:24,27   | Francine Niyonsaba                                                                            |
| Bieg na 5000 m                | 14:12,98  | Ejgayehu Taye                                                                                 |
| Bieg na 10 000 m              | 30:09,94  | Letesenbet Gidey                                                                              |
| Bieg na 10 km                 | 29:14     | Yalemzerf Yehualaw                                                                            |
| Półmaraton                    | 1:04:14   | Girmawit Gebrzihair                                                                           |
| Maraton                       | 2:15:37   | Tigst Assefa                                                                                  |
| Bieg na 3000 m z przeszkodami | 8:53,02   | Norah Jeruto                                                                                  |
| Bieg na 100 m przez płotki    | 12,12     | Tobi Amusan                                                                                   |
| Bieg na 400 m przez płotki    | 50,68     | Sydney McLaughlin-Levrone                                                                     |
| Sztafeta 4 × 100 m            | 41,14     | Stany Zjednoczone · Melissa Jefferson · Abby Steiner · Jenna Prandini · Twanisha Terry        |
| Sztafeta 4 × 400 m            | 3:17,79   | Stany Zjednoczone · Talitha Diggs · Abby Steiner · Britton Wilson · Sydney McLaughlin-Levrone |
| Chód na 20 km                 | 1:26:42   | Elwira Czepariewa                                                                             |
| Chód na 35 km                 | 2:38:49   | Margarita Nikiforowa                                                                          |
| Skok wzwyż                    | 2,05      | Jarosława Mahuczich                                                                           |
| Skok o tyczce                 | 4,86      | Anżelika Sidorowa                                                                             |
| Skok w dal                    | 7,13      | Brooke Buschkuehl                                                                             |
| Trójskok                      | 15,47     | Yulimar Rojas                                                                                 |
| Pchnięcie kulą                | 20,51     | Chase Ealey                                                                                   |
| Rzut dyskiem                  | 71,46     | Valarie Allman                                                                                |
| Rzut młotem                   | 79,02     | Brooke Andersen                                                                               |
| Rzut oszczepem                | 68,11     | Kara Winger                                                                                   |
| Siedmiobój                    | 6947 pkt. | Nafissatou Thiam                                                                              |

#### Mężczyźni
| Konkurencja                   | Rezultat  | Zawodnik                                                                             |
| ----------------------------- | --------- | ------------------------------------------------------------------------------------ |
| Bieg na 100 m                 | 9,76      | Fred Kerley                                                                          |
| Bieg na 200 m                 | 19,31     | Noah Lyles                                                                           |
| Bieg na 400 m                 | 43,56     | Michael Norman                                                                       |
| Bieg na 800 m                 | 1:43,26   | Emmanuel Korir                                                                       |
| Bieg na 1000 m                | 2:17,13   | Yassine Hethat                                                                       |
| Bieg na 1500 m                | 3:29,02   | Jakob Ingebrigtsen                                                                   |
| Bieg na milę                  | 3:46,46   | Jakob Ingebrigtsen                                                                   |
| Bieg na 3000 m                | 7:29,48   | Domnic Lokinyomo Lobalu                                                              |
| Bieg na 5000 m                | 12:45,71  | Jacob Krop                                                                           |
| Bieg na 10 000 m              | 26:33,84  | Grant Fischer                                                                        |
| Bieg na 10 km                 | 26:49     | Joshua Cheptegei                                                                     |
| Półmaraton                    | 57:56     | Jacob Kiplimo                                                                        |
| Maraton                       | 2:01:09   | Eliud Kipchoge                                                                       |
| Bieg na 3000 m z przeszkodami | 7:58,28   | Soufiane El Bakkali                                                                  |
| Bieg na 110 m przez płotki    | 12,84     | Devon Allen                                                                          |
| Bieg na 400 m przez płotki    | 46,29     | Alison dos Santos                                                                    |
| Sztafeta 4 × 100 m            | 37,48     | Kanada · Aaron Brown · Jerome Blake · Brendon Rodney · Andre De Grasse               |
| Sztafeta 4 × 400 m            | 2:56,17   | Stany Zjednoczone · Elija Godwin · Michael Norman · Bryce Deadmon · Champion Allison |
| Chód na 20 km                 | 1:17:47   | Wasilij Mizinow                                                                      |
| Chód na 35 km                 | 2:23:14   | Massimo Stano                                                                        |
| Skok wzwyż                    | 2,37      | Mutazz Isa Barszim                                                                   |
| Skok o tyczce                 | 6,21      | Armand Duplantis                                                                     |
| Skok w dal                    | 8,52      | Miltiadis Tendoglu                                                                   |
| Trójskok                      | 17,95     | Pedro Pablo Pichardo                                                                 |
| Pchnięcie kulą                | 23,23     | Joe Kovacs                                                                           |
| Rzut dyskiem                  | 71,47     | Daniel Ståhl                                                                         |
| Rzut młotem                   | 82,00     | Wojciech Nowicki                                                                     |
| Rzut oszczepem                | 93,07     | Anderson Peters                                                                      |
| Dziesięciobój                 | 8867 pkt. | Garrett Scantling                                                                    |

#### Mieszane
| Konkurencja        | Rezultat | Zawodnik                                                                                  |
| ------------------ | -------- | ----------------------------------------------------------------------------------------- |
| Sztafeta 4 × 400 m | 3:09,82  | Dominikana · Lidio Andrés Feliz · Marileidy Paulino · Alexander Ogando · Fiordaliza Cofil |